# USS Parche (SSN-683)
Pour les autres navires du même nom, voir USS Parche.
L'USS Parche (SSN-683) est l'un des sous-marins nucléaires d'attaque de la classe Sturgeon, en service dans l'United States Navy.
Ressource clé du National Underwater Reconnaissance Office (en) (NURO), le Parche est considéré comme « le navire le plus décoré de l'histoire des Etats-Unis » avec neuf Presidential Unit Citations, dix Navy Unit Citations et 13 Naval Expeditionary Medal awards.

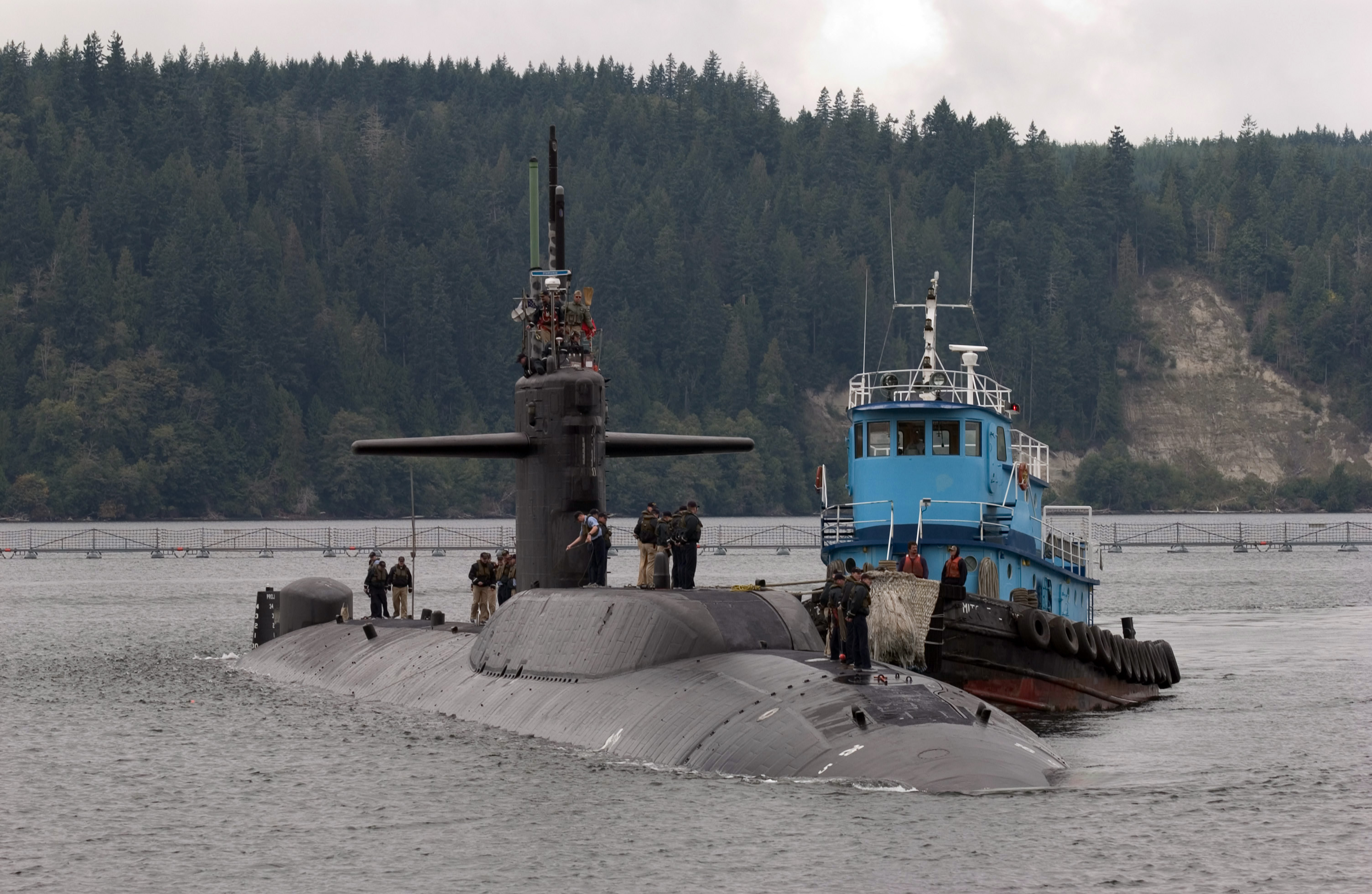
Le Parche rentrant au port de la base navale de Kitsap en septembre 2004.